# Virginia Sanjust di Teulada
Virginia Sanjust di Teulada (Roma, 9 aprile 1977) è un'annunciatrice televisiva e conduttrice televisiva italiana.

## Biografia
Figlia dell'attrice Antonella Interlenghi e di Giovanni Sanjust di Teulada, per parte materna è nipote dell'attore Franco Interlenghi e dell'attrice Antonella Lualdi. Per parte paterna discende dall'aristocratica famiglia sarda dei Sanjust di Teulada.
Debutta sul piccolo schermo il 21 settembre 2003 quando viene scelta come nuova annunciatrice televisiva di Rai 1, insieme a Barbara Matera, ruolo che mantiene fino a novembre 2004. Nel 2004 è inviata speciale nel programma Una giornata particolare. Successivamente conduce il programma della domenica notte di Rai 1, Oltremoda, in sostituzione di Fernanda Lessa. Nel 2006 per breve tempo conduce uno spazio tutto suo sul canale digitale Rai Futura.
La sua carriera professionale subisce una battuta d'arresto nel 2008, quando si ritrova al centro di alcune polemiche che riguardano l'allora presidente del Consiglio Silvio Berlusconi: l'accusa è che quest'ultimo, secondo la stampa legato alla Sanjust da una affettuosa amicizia, le avrebbe arbitrariamente assegnato un incarico pubblico mediante un decreto di nomina ad personam (chiamato dalla stampa "decreto Sanjust"), poi ritirato. Benché vi sia stata una prima smentita degli interessati, che hanno definito il loro rapporto come una "semplice conoscenza e amicizia di famiglia", in un'intervista concessa a il Fatto Quotidiano nel febbraio 2011, la stessa Virginia Sanjust ammette la relazione tra lei e il cavaliere.
Poco dopo, l'allora marito della Sanjust, Federico Armati, venne allontanato dal SISDE dove prestava servizio, e conseguentemente ha denunciato il Presidente del Consiglio Berlusconi per mobbing nei suoi confronti, motivato dalla presunta relazione sentimentale dello stesso con la moglie Virginia. Il 13 febbraio 2008 la procura della Repubblica di Roma ha trasmesso la denuncia dell'Armati al tribunale dei ministri con richiesta di archiviazione. Il 26 gennaio 2009 il tribunale dei ministri ha deciso di "non doversi promuovere l'azione penale nei confronti di Berlusconi Silvio, presidente del Consiglio". Il procedimento viene archiviato, senza però che il denunciante Federico Armati sia mai stato accusato di calunnia. 
In seguito al clamore mediatico scaturito dalla vicenda, i rapporti fra Berlusconi e la Sanjust si sono raffreddati e quest'ultima ha di fatto definitivamente abbandonato la sua carriera televisiva, anche a causa di sopraggiunti problemi personali.

## Vita privata
Sposatasi il 15 aprile 1998 con l'allora agente del SISDE Federico Armati, ha avuto un figlio nel 1998, Giancarlo Armati; si è separata dal marito nel novembre del 1999; il divorzio è avvenuto nel 2004.
Dal 1 luglio 2020 suo figlio Giancarlo è stato nominato dal tribunale di Grosseto suo amministratore di sostegno.

## Procedimenti giudiziari
Nell'aprile 2020 è stata posta agli arresti domiciliari in una casa di cura su richiesta della procura della Repubblica di Roma con l'accusa di stalking nei confronti di un uomo verso il quale, secondo gli inquirenti, la Sanjust avrebbe agito per oltre sei mesi con molestie, aggressioni e minacce.
Nel gennaio 2023 viene rinviata a giudizio per tentata estorsione, danneggiamento e stalking: secondo l'accusa, la Sanjust, a marzo 2020, avrebbe messo sottosopra la casa della nonna, l'attrice Antonella Lualdi, ottantottenne all'epoca dei fatti,  per ottenere denaro, violandone il domicilio e disturbando nel sonno i vicini. Dopo essere stata condannata a un anno e otto mesi di reclusione in primo grado, il 10 ottobre 2023 viene assolta completamente dalla Corte d'appello di Roma.
Il 16 ottobre 2023 viene condannata a due mesi e 20 giorni per il tentato furto in un'automobile; al termine dell'udienza l'interessata dichiarerà: «Cercavo soldi perché vivo in strada, non ho nulla».